# Torres Jaume Rocabert
Les Torres Jaume Rocabert és un conjunt de dues torres de Matadepera (Vallès Occidental) protegides com a Bé Cultural d'Interès Local.

## Descripció
Dues torres amb idèntic projecte constructiu, malgrat avui han estat reformades de forma significativa.
El projecte original mostra planta baixa, semisòtan i altell. De la coberta en destaca el capcer troncat o coberta holandesa original, i la barbacana de fusta en el ràfec.

## Història
Promoció de J. Rocabert feta en dos moments no gaire allunyats en el temps a partir de 1934.
La 29 va ser reformada l'any 1988-89, es va tancar el porxo de la façana principal, s'afegí volum a la part posterior de l'edifici i es redistribuí tot l'interior. També es modificaren algunes obertures de les façanes.
La torre número 31 ha sofert més canvis ja des dels anys seixanta del segle xx. S'hi veuen importants augments volumètrics, com la torre per encabir-hi un dipòsit d'aigua, i un nou porxo entre d'altres.